# Jake Larsson
Jake Mikael Larsson (9 gennaio 1999) è un calciatore svedese, centrocampista o attaccante dello Žalgiris.

## Carriera
Ha iniziato a giocare a calcio all'età di 7 anni nell'Adolfsbergs IK, squadra di un quartiere della cittadina di Örebro. Dodicenne, si è trasferito ad un'altra formazione di quartiere con sede a Örebro, il Karlslunds IF. Qui ha compiuto anche il debutto in prima squadra qualche anno più tardi, giocando 17 partite nel campionato di Division 2 (la quarta serie nazionale) del 2016 e 24 partite nell'edizione del 2017 giocando principalmente da centrocampista esterno.
Il 5 dicembre 2017 è stato ufficializzato il passaggio di Larsson alle giovanili dell'Hammarby. Nel corso della stagione 2018 ha fatto parte sia della squadra Under-19 che di quella Under-21 del club biancoverde, contribuendo con 25 reti in 25 presenze alla conquista di entrambi i titoli nazionali giovanili di categoria.
Il 6 febbraio 2019 è stato reso noto che l'Örebro, il club principale della cittadina in cui Larsson è cresciuto, ha acquistato a titolo definitivo il giocatore con un contratto triennale dopo un provino andato a buon fine. La sua prima stagione nel campionato di Allsvenskan lo ha visto essere il secondo miglior marcatore della squadra, con 8 reti in 27 presenze. Nel campionato 2020 ha realizzato 2 reti in 22 partite, mentre nel 2021 ha segnato solo nell'ultima ininfluente giornata di campionato, con l'Örebro già ampiamente retrocesso. In quella stagione è partito titolare solo in 8 occasioni su 21 presenze totalizzate, complici anche gli attacchi di panico causati dall'improvvisa morte del fratello maggiore come da lui stesso rivelato pubblicamente.